# Journal of Holistic Nursing
The Journal of Holistic Nursing, або скорочено JHN, — це рецензований науковий медичний журнал для медсестер, який видається SAGE Publications.
Журнал був заснований у 1983 році та має на меті сприяти поєднанню холістичного підходу холістичного медсестринства з традиційною медициною.
Це офіційний журнал Американської холістичної асоціації медсестер.

## Місія
Впровадження понять самообслуговування, оздоровлення та профілактичного втручання повсякденну практику медсестер. Впровадження інтуїтивного самообслуговування, оздоровлення та профілактичного втручання, яке ви можете включити у свою повсякденну практику, щоб продовжити свою особисту та професійну трансформацію різних підходів, які стосуються як догляду за пацієнтами, так і способу життя, що допоможе вам відточити свої навички та стати більш клінічними володіє інтуїтивними та аналітичними навичками.

## Реферування та індексування
Journal of Holistic Nursing реферується та індексується CINAHL, MEDLINE, ProQuest, SafetyLit та Scopus.